# Carolina de Nassau-Saarbrücken
Carolina de Nassau-Saarbrucken (en alemany Karoline von Nassau-Saarbrücken) va néixer a Saarbrucken el 12 d'agost de 1704 i va morir a Darmstadt el 25 de març de 1774. Era filla del comte Lluís de Nassau Saarbrücken (1663-1713) i de la comtessa Felipa Enriqueta de Hohenlohe-Langenburg (1679-1751).

## Matrimoni i fills
El 21 de setembre de 1719, amb només quinze anys, es va casar al castell de Lorenzen, a Nassau, amb Cristià III de Zweibrucken-Birkenfeld (1674 - 1735), fill de Cristià II (1637 - 1717) i de Caterina Àgata de Rappoltstein (1648 - 1683). El matrimoni va tenir quatre fills:
- Enriqueta Carolina (1727 - 1774), casada amb Lluís IX de Hessen-Darmstadt (1719 - 1790).
- Cristià IV (1722 - 1775), casat amb Joana Camasse (1734 - 1807).
- Frederic (1724 - 1767) casat amb Francesca de Sulzbach (1724-1794).
- Cristina (1725 - 1816), casada amb Carles de Waldeck (1704-1763).

En morir Cristià III el 1735, es va fer càrrec de la regència fins que el seu fill Cristià IV assolí la majoria d'edat. A partir de 1744 va anar a viure al castell de Bergzabern.